# 모비키촌
모비키촌(百引村)은 일본 가고시마현 기모쓰키군에 설치되었던 촌이다. 현재의 가노야시의 일부에 해당한다.